# IC 5057
IC 5057 ist ein Stern im Sternbild Aquarius. Das Objekt wurde am 27. Juli 1884 von Guillaume Bigourdan entdeckt und fälschlicherweise in den Index-Katalog aufgenommen. Die mögliche Sichtung eines Nebels am Objekt beruht wahrscheinlich darauf, dass sich dieser in direkter Nachbarschaft zur Galaxie NGC 6962 befindet.